# Ласло Сабо
Вижте пояснителната страница за други личности с името Сабо.
Ласло Сабо (на унгарски: Szabó László) е унгарски шахматист от еврейски произход. Носител на гросмайсторско звание от 1950 г. Шампион е на Унгария девет пъти.

## Турнирни победи
- 1947/48 – Хейстингс
- 1948 – Будапеща
- 1949/50 – Хейстингс
- 1964 – Загреб
- 1965 – Будапеща (заедно с Лев Полугаевски и Марк Тайманов)
- 1972 – Сараево (на турнира „Босна“)
- 1973/74 – Хейстингс (заедно с Генадий Кузмин, Михаил Тал и Ян Тиман)

## Участия в шахматни олимпиади
По време на кариерата си Сабо участва в единадесет олимпиади. Изиграва 156 партии и печели 95,5 точки (62+ 27– 67=). Завоюва три индивидуални медала: два сребърни (1937 и 1966) и бронзов (1952). Най-успешната му олимпиада е през 1937 г. Тогава Сабо изиграва 18 партии и печели 12,5 точки (9+ 2– 7=).
| Година | Организатор | Отбор   | Класиране (отборно) | Дъска    |
| 1935   | Варшава     | Унгария | 4                   | Четвърта |
| 1937   | Стокхолм    | Унгария | 2                   | Втора    |
| 1952   | Хелзинки    | Унгария | 6                   | Първа    |
| 1954   | Амстердам   | Унгария | 6                   | Първа    |
| 1956   | Москва      | Унгария | 3                   | Първа    |
| 1958   | Мюнхен      | Унгария | 13                  | Първа    |
| 1960   | Лайпциг     | Унгария | 4                   | Първа    |
| 1962   | Варна       | Унгария | 5                   | Втора    |
| 1964   | Тел Авив    | Унгария | 4                   | Втора    |
| 1966   | Хавана      | Унгария | 3                   | Втора    |
| 1968   | Лугано      | Унгария | 6                   | Втора    |